# Kaori Kobayashi
Kaori Kobayashi (Kawasaki, 20 ottobre 1981) è una sassofonista e flautista giapponese.

## Biografia
Kaori è nata il 20 ottobre 1981 nella Prefettura di Kanagawa. Suo padre era un fotografo e sua madre un'insegnante di pianoforte. Kobayashi cominciò a suonare il pianoforte già da quando era molto piccola. A 13 anni entrò in una banda musicale e cominciò a suonare il flauto. Quattro anni dopo lasciò il gruppo e si appassionò al sassofono e al jazz. Ha intrapreso poi lo studio del sax e del jazz con Bob Zangu, dopodiché è entrata nel Senzoku Gakuen College of Music. Dopo essersi diplomata, fece un contratto con la Victor Entertainment e registrò Solar, il suo primo album.

## Album
- Solar (2005)
- Fine (2006)
- Glow (2007)
- Shiny (2008)
- The Golden Best (2009)
- Luv Sax (2009)
- Precious (2011)
- Seventh (2012)
- Urban Stream (2013)